# Hugo Schulhof

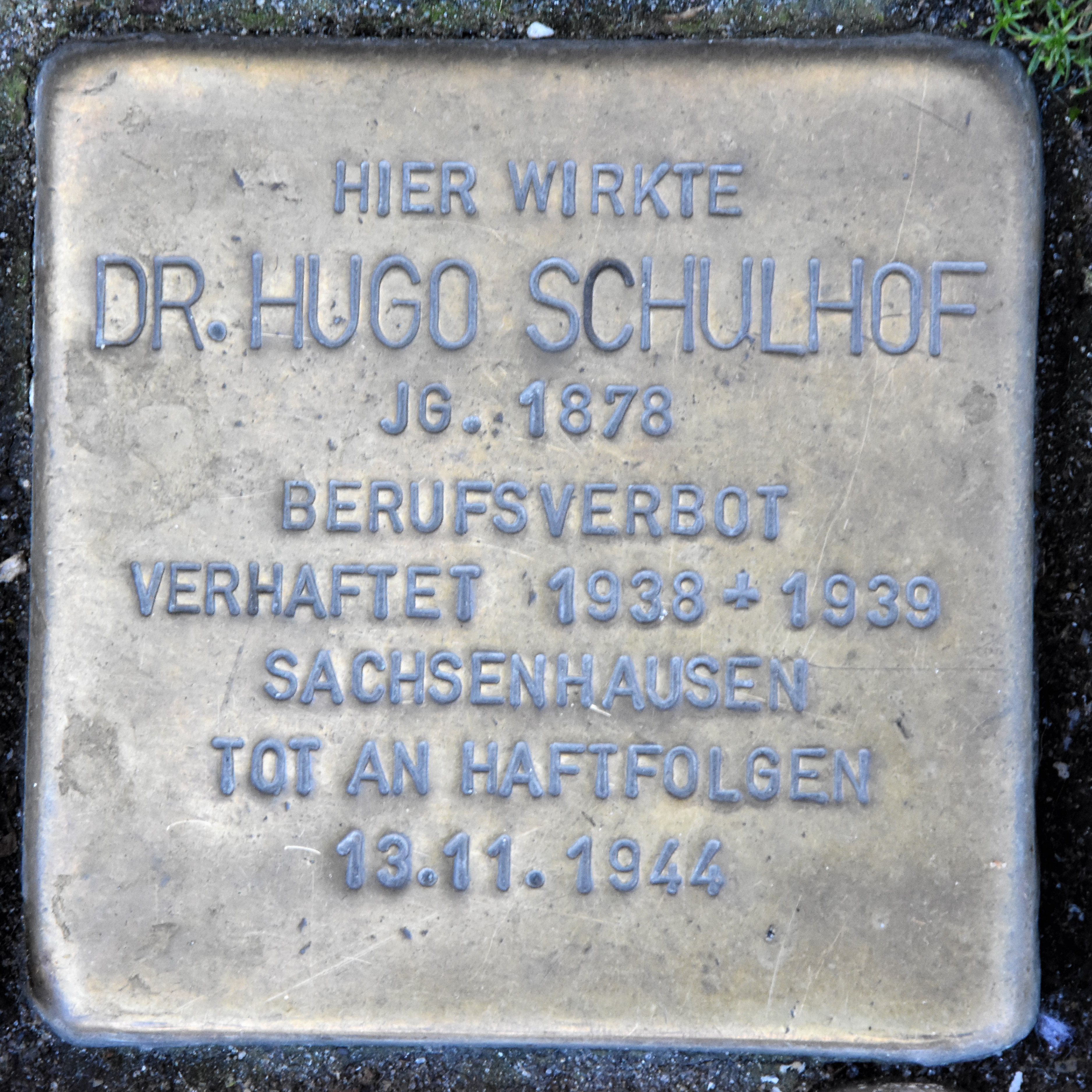
Stolperstein für Hugo Schulhof in Osnabrück (1878–1944)

Hugo Schulhof (* 7. November 1878 in Osnabrück; † 13. November 1944 ebenda) war ein deutscher Rechtsanwalt, Notar, Soldat im Ersten Weltkrieg sowie Opfer des Holocaust. In der Innenstadt Osnabrücks wurde zum Gedenken ein Stolperstein für ihn verlegt.

## Leben
Hugo Schulhof wurde am 7. November 1878 als Sohn des jüdischen Kaufmanns Josef Schulhof und seiner Frau Hannchen, geb. Moses, in Osnabrück geboren. Er besuchte das Ratsgymnasium und legte dort 1896 zusammen mit seinem Bruder Max das Abitur ab. Danach studierte er Rechtswissenschaften in Leipzig, Berlin und Göttingen. 1899 bestand er das 1. und im Juli 1905 das 2. Staatsexamen. In Göttingen promovierte Schulhof 1899 zum Thema Die Gewährleistung für Rechtsmängel beim Kauf. Er war Soldat im Ersten Weltkrieg und erhielt später das Eiserne Kreuz. Im April 1922 wurde Rechtsanwalt Dr. Schulhof zum Notar ernannt. Nachdem er zur evangelischen Konfession konvertiert war, heiratete er am 31. Januar 1928 die Opernsängerin Vlasta Frantiska Marsalkova (* 1896 in Prag). Hugo Schulhof arbeitete in einer sehr erfolgreichen Sozietät mit den Rechtsanwälten Thalheim und Sandhaus in der Möserstr. 9b. Nach der Machtübernahme der Nationalsozialisten wurden jüdische Rechtsanwälte und Notare diskreditiert, die SA zwang die Bürger zum Boykott und das Betreten des Gerichtes wurde verboten. Das Notaramt wurde Schulhof am 1. Oktober 1935 vom Präsidenten des Oberlandesgerichts Celle entzogen. Das Ende seiner Tätigkeit als Rechtsanwalt wurde ihm mit einem Bescheid vom 21. Oktober 1938 angekündigt. Mit Ablauf des 30. Novembers 1938 verlor er die Zulassung. Durch Bescheide des Finanzamtes Osnabrück wurde er gezwungen, 1938 insgesamt 10.000 Reichsmark und 1939 weitere 2.350 Reichsmark zu zahlen. Es sollten weitere Zwangsabgaben und Beschlagnahmungen folgen. Zuerst 1938 und dann erneut 1939 wurde er durch die SA in das KZ Sachsenhausen verschleppt. Vor und nach der Entlassung wurde das Ehepaar von SA-Angehörigen schikaniert und ihre Wohnung häufig durchsucht. Die Gesundheit von Hugo Schulhof wurde durch diese Nöte und Repressalien stark geschädigt. Als Jude war er allerdings von ärztlichen Behandlungen ausgeschlossen worden. Er fand nach langer Suche jedoch zwei Osnabrücker Hausärzte, die eine Behandlung wagten. Sie brachten nach dem Krieg zum Ausdruck, dass die Sorgen, Misshandlungen und Pressionen durch die Nationalsozialisten seine Gesundheit so sehr schädigten, dass Hugo Schulhof am 13. November 1944 in Osnabrück an Herzversagen starb. Seine Frau Vlasta überlebte den Krieg und wohnte bis 1986 in Osnabrück.